# 貝西德卡
49°18′27″N 30°16′25″E / 49.30750°N 30.27361°E

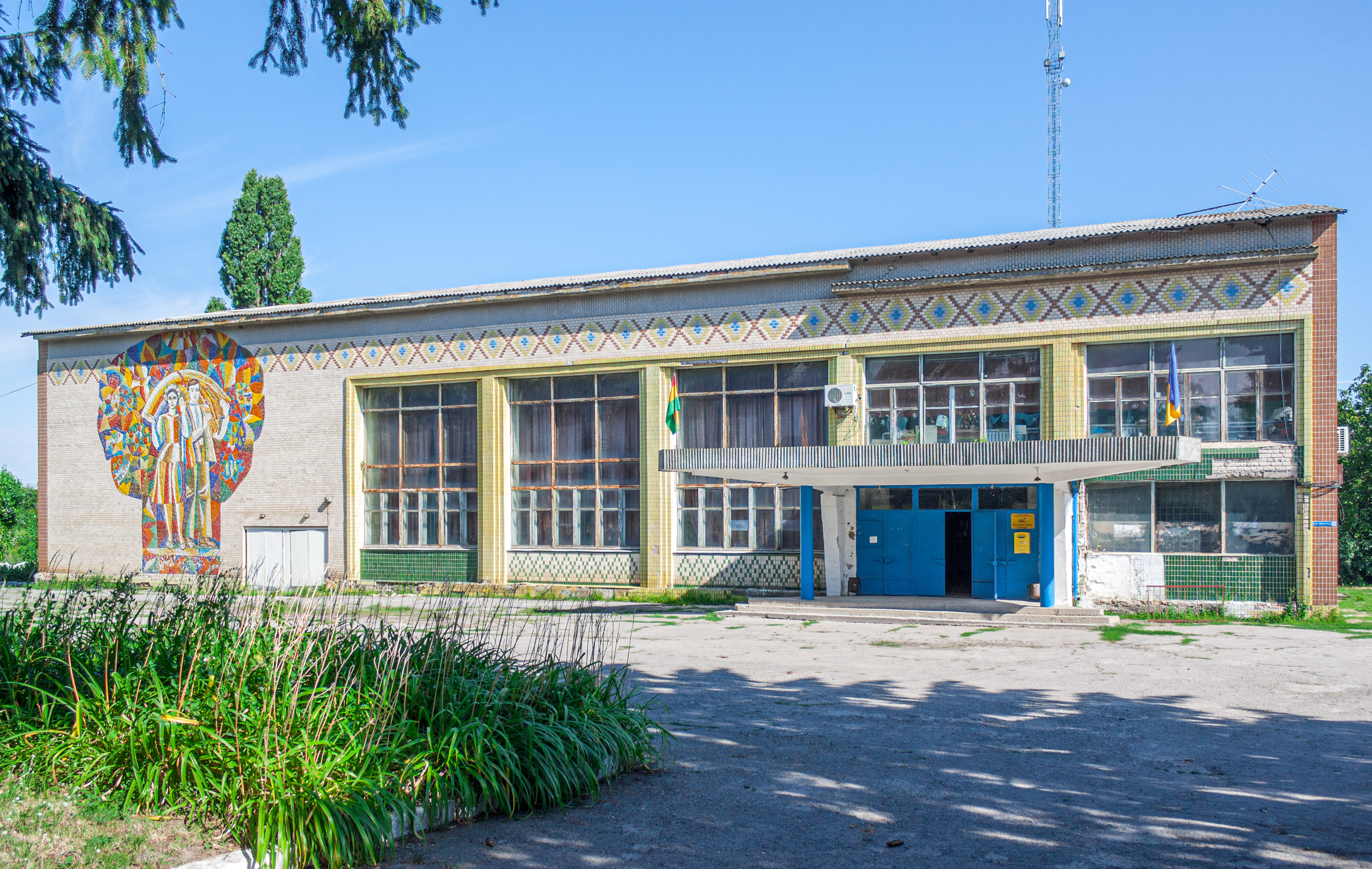
村议会及文化宫

貝西德卡（烏克蘭語：Бесідка）是位於烏克蘭北部的村莊，由基辅州白采爾克瓦區的斯塔維謝市鎮負責管轄。該村始建於1560年，面積5.52平方公里，海拔高度239米，2001年人口1,216，人口密度每平方公里220.2人。